# Phycosoma stictum
Phycosoma stictum is een spinnensoort uit de familie van de kogelspinnen (Theridiidae).
De wetenschappelijke naam van de soort werd, als Dipoena sticta, voor het eerst geldig gepubliceerd in 1992 door Chuandian Zhu.